# 法家
法家（ほうか）は、中国戦国時代を中心とする諸子百家の一派。徳治主義を説く儒家と異なり、法治主義を説いた。主な書物に『韓非子』『管子』『商君書』がある。

## 戦国時代
法家とは、儒家の述べる徳治のような信賞の基準が為政者の恣意であるような統治ではなく、厳格な法という定まった基準によって国家を治めるべしという立場である。秦の孝公に仕えた商鞅や、韓の王族の韓非がよく知られている。
商鞅は戦国の七雄に数えられた秦に仕え、郡県制に見られるような法家思想に立脚した中央集権的な統治体制を整え、秦の大国化に貢献した。
韓非は結果主義・能力主義、信賞必罰主義、職分厳守と法と術（いわば臣下のコントロール術）と用いた国家運営（法術思想）を説いた。また、韓非は矛盾や守株待兔といった説話を用いて儒家を批判したことでも知られる。

## 秦代
中国統一を果たした始皇帝も、宰相として李斯を登用し、法家思想による統治を実施した。しかしながら、秦において法が厳格すぎたがゆえのエピソードとして以下のものがある。
- 新法の改革をした商鞅は反商鞅派によって王に讒訴されて謀反の罪を着せられた際には、都から逃亡して途中で宿に泊まろうとしたが、宿の亭主は商鞅である事を知らず「商鞅さまの厳命により、旅券を持たないお方はお泊めてしてはいけない法律という事になっております」と断られた（商鞅は逃亡を続けるも秦に捕まって殺害された）。
- 燕の使者である荊軻が隠していた匕首で秦王の政（後の始皇帝）を殿上で暗殺しようとした際には、秦王は慌てて腰の剣が抜けない中で匕首を持った荊軻に追い回されていたが、臣下が秦王の殿上に武器を持って上がることは法により死罪とされていたため対応に難儀した（最終的には御殿医が荊軻へ薬箱を投げつけ、怯んだ隙に秦王が腰の剣を抜き、荊軻を斬り殺した）。
- 辺境守備のために徴発された農民兵900名は天候悪化のために期日までの到着が見込めなかったが、いかなる理由があろうとも期日までに到着しなければ斬首であったと史記に書かれている（これが秦を滅ぼす戦乱のきっかけとなる陳勝・呉広の乱の要因となった）。

20世紀以降、秦の法制にまつわる新出文献が複数発見された。例えば、1975年の『睡虎地秦簡』、2002年の『里耶秦簡』などがある。

## 漢代以降
法家の思想は、秦が滅びた後の漢王朝や歴代王朝にも、表立っては掲げないものの受け継がれ、「中国法制史」として結実した。
前漢の高祖劉邦は当初は「法三章」として法を簡素化していたが、国家運営に支障が出たために秦の法の中から時勢にかなったものを選ぶ形で「九章律」を定めた。
また前漢には、法家と道家が混ざったような「黄老思想」が流行した。李斯の孫弟子にあたる賈誼の著作には、儒家思想（とりわけ『荀子』の礼思想）と混ざった形での法家思想が説かれている。

## 法の字義
「法」字の字義について、中国法学者の宇田川幸則は以下のように説明している。

現在、私たちが使う法という漢字は、かつては灋（水・廌・去）と表記されていた。『説文解字』によれば、灋とは真実を知る廌（ち・獬豸と呼ばれる中国の伝説上の一角獣）の判断に基づいて争いを公平（水の平なことに由来）に解決することであり、正しくない者を追放することであるという。他方水は廌に「不直」と判定された者を放逐するための手段との理解に立つ説や、正邪を見分ける廌がいなくなると治安が乱れることから、廌が立ち去らないように水堀で囲んだことに由来するとの説などがある。しかし、いずれの説も灋とは廌が正邪を見分けることによって紛争が解決され、それにより秩序が維持され安定がもたらされるという理解に立つ点は共通しており、この点は法家思想の基本的な考え方につながっている。

## 主な法家の人物
- 商鞅
- 申不害
- 慎到
- 韓非
- 李斯

春秋時代の管仲・子産・范宣子・鄧析、戦国初期の李悝・呉起を法家に含める場合もある。